# Daniel Sarmiento Melián
Daniel Sarmiento Melián (25 agosto 1983) è un ex pallamanista spagnolo.